# فرش اصفهان

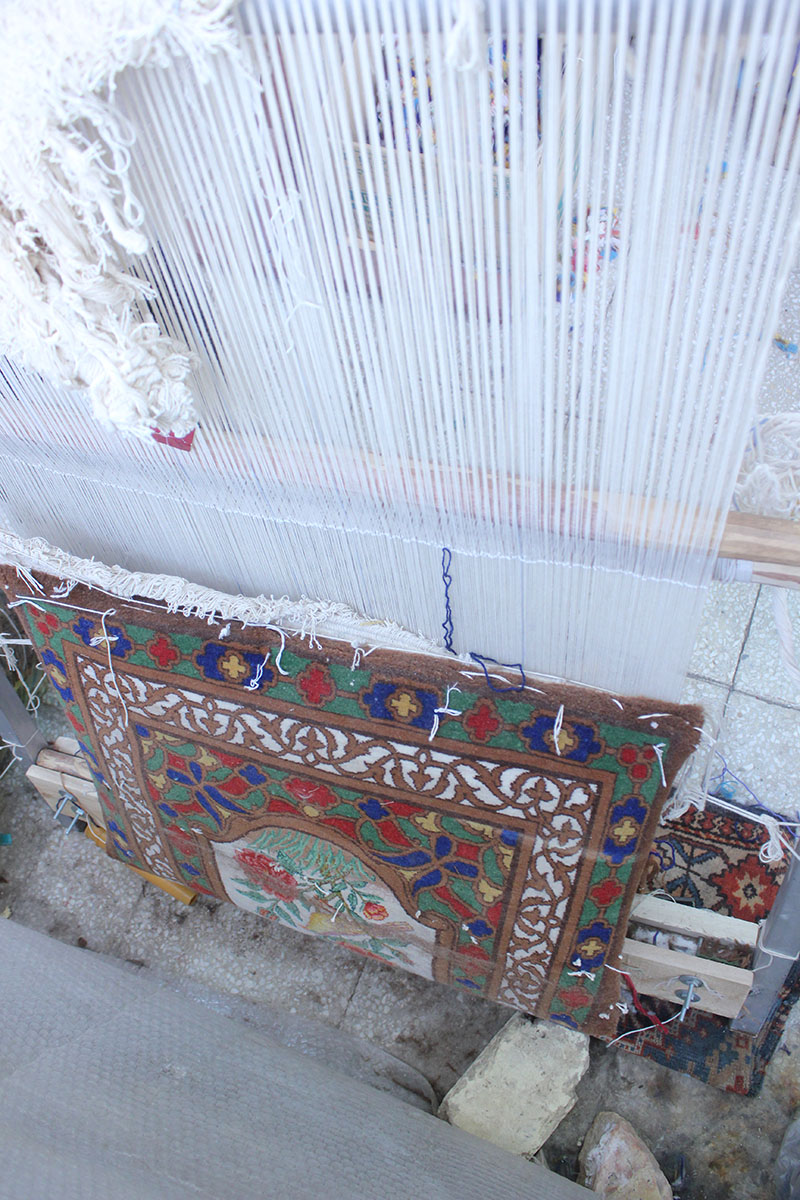
قالی اصفهان

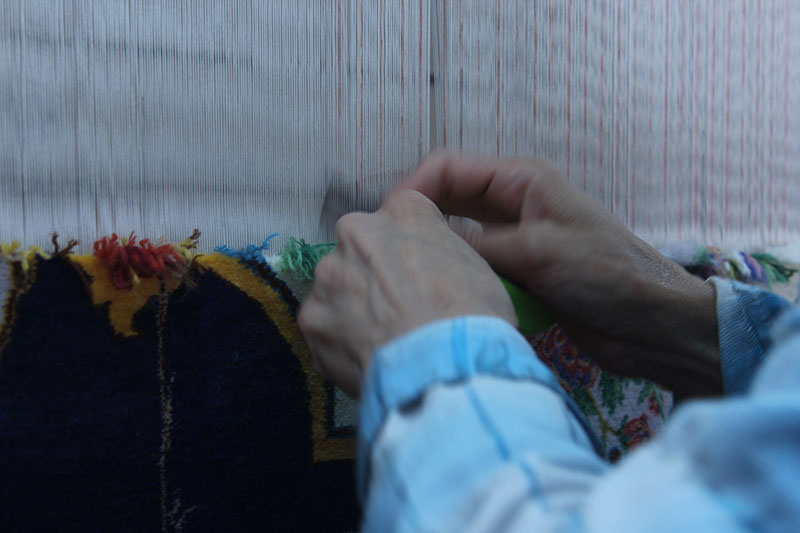
فرش زیبای اصفان

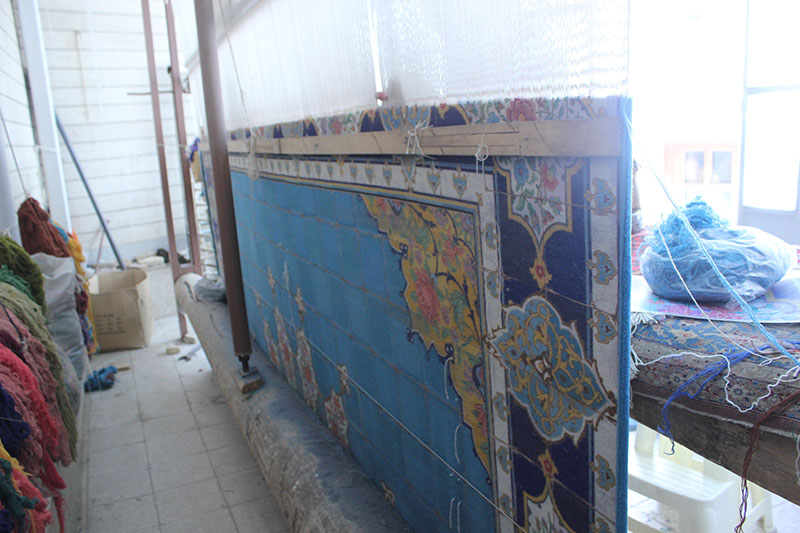
کارگاه فرش

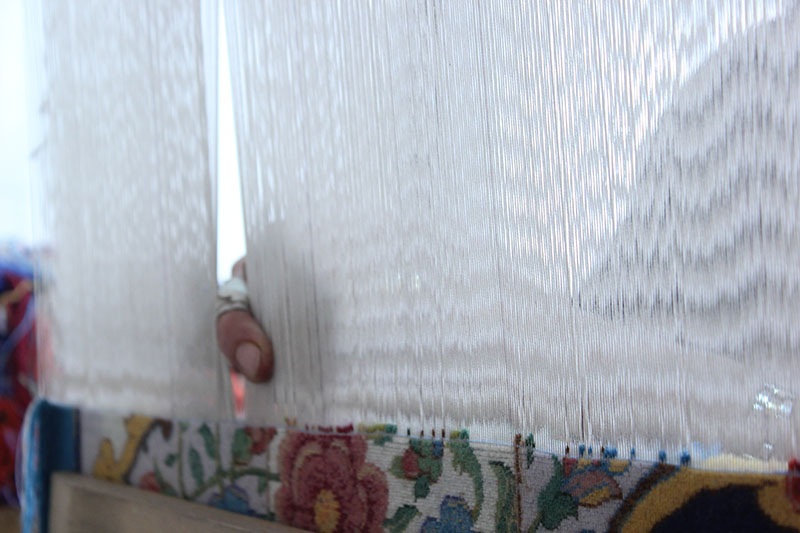
فرش بافی

در ایران فرش دستباف نه تنها هنری است که تاریخ منقوش سرزمین ما را نشان می‌دهد بلکه حکایت شور و عشق و عرفان و زیبا نگری در عرصه زندگی است. اما فرش دستبافی که فرش اصفهان سلطان بی‌رقیب آن است، حکایت دیگری است. فرش اصفهان فرشی تربیت شده و برخوردار از ظرافت و زیبایی و یادگاری از فرشهای پر شکوه دوران صفوی است. نقوش این فرشها با قلم هنرمندانی چون کمال الدین بهزاد است که به طرحی برای فرش تبدیل می‌شود.

## فرش اصفهان در دوران صفویه
در قرن شانزدهم میلادی اشرافیان صفوی پیشه وران و صنعتگران گوناگون را از شمال غرب ایران جمع کرده، در اصفهان در محله‌ای که به جلفا معروف شد سکنی دادند. به دنبال آن در مرکز شهر کارگاههای تولید فرش در ابعاد کاخها و معابد بنا شد. مدتی بعد در کنار کارگاه‌های دیگر دربار صنعتی نو پدید آمد. تولیدات این بافندگان در خدمت دربار، تنها استفاده داخلی نداشت بلکه در پرداخت مالیات هم به مصرف می‌رسید. خصوصاً در دوران شاه عباس، بافندگی برای دربار به ایجاد فعالیت‌های صنعتی گسترده‌ای رسید که صاحب اصلی ثروت آن خود شاه بود. در عین حال بافندگان این کارگاهها مجاز به گرفتن سفارشهای شخصی نیز بودند.
به خاطر علاقمندی پادشاهان صفوی به خصوص شاه اسماعیل، شاه طهماسب و شاه عباس به هنر قالیبافی، نفیس‌ترین قالیهای ابریشمی وزربفت با طرح‌های بسیار زیبا به دست هنرمندان اصفهان بافته شده‌است. بنا بر این این دوره را می‌توان عصر شکوه قالی ایران نامید. تنوع طرح‌ها و رنگها قالی اصفهان را به یکی از اصیل‌ترین قالی‌های ایرانی تبدیل کرده‌است. تا زمانی که طرح‌های اصیل اسلیمی، ختایی و شاه عباسی بر گنبد لاجوردی مسجد امام، مسجد شیخ لطف‌الله و یادگارهای طلایی رضا عباسی بر دیواره‌های عالی قاپو، چهل ستون و هشت بهشت می‌درخشد، قالی اصفهان نیز فرهنگ و تمدن اصیل ایرانی را حفظ می‌کند.

## ویژگی‌های فرش اصفهان
هماهنگی، تناسب و تنوع رنگ به خصوص رنگهای شاد در طیفهای تیره و روشن، پرزهای کوتاه، رجشمار بین ۵۰ تا ۹۰، استفاده از گره فارسی، شیرازه متصل و اغلب دو پوده و لول و همچنین پرداخت در موقع بافت از ویژگی‌های قالیبافی اصفهان است.

## چله کشی، دار عمودی با یک کوجی (روش اصفهان)
چله کشی قرار دادن و کشیدن تارها بر روی سر دار و زیر داراست. این کار را دو نفر چله بند انجام می‌دهند. یکی چله را می‌سازد و دیگری چله را بر روی دار سوار می‌کند. این کار باید با دقت و مهارت انجام گیرد. برای در هم تنیدن تار و پود لازم است که لایه‌های تار چله را به دو نیم لایه جدا تقسیم کنیم. نیم لایه اول تارهای زیر و نیم لایه دیگر تارهای رو را تشکیل می‌دهد. کوجی چوبی است که نخ‌ها دور آن پیچیده می‌شود که از یک کلاف نخ واحد گرفته شده‌است. برای چله کشی دارهایی که در اصفهان به کار می‌رود، ابتدا دارهای چله را از ابریشم می‌سازند سپس بر دار نصب می‌نمایند. پس از آن کوجی و تارها و همچنین چوب هاف که دو لایه تارهای چله را از یکدیگر جدا می‌کند را سر جای خو قرار می‌دهند. در طول بافت قسمت بافته شده را پایین می‌کشند تا بخش دیگری از چله روی دار در مقابل بافنده قرار گیردکه این کار مستلزم توانایی بالای جسمی است.

## ابزار و وسایل
در گره فارسی زنان بافنده انگشتان نازکشان را به راحتی میان لایه‌های چله می‌لغزانند. انگشتان شست و سبابه ومیانه وظیفه دشواری را بر عهده دارند و برای انجام آن از مجموعه‌ای از ابزار و وسایل کمک می‌گیرند.
چاقوی بافت که پس از بستن هر گره بر پرزهای گره زده می‌شود تا برای زدن گره بعدی آماده شود.
شانه که شامل دسته‌ای چوبی، خمیده با تیغه‌های فلزی ضخیم و موازی می‌شود. این تیغه‌ها بین تارهای چله قرار می‌گیرد و پودها و گره‌ها را در جای خود محکم می‌کند. این فشردگی ردیفها به نیروی بافنده بستگی دارد و معمولاً این کار را یک نفر بر عهده می‌گیرد تا نقش و نگارهای فرش کج و معوج نشود.
قیچی فلزی که بافنده تیغه کلفت قیچی را روی چله قرار می‌دهد و ارتفاع پرزها را یکسان می‌کند.
قشو وسیله ایست دندانه دندانه که برای بیرون کشیدن پشم‌های اضافی گره‌ها است.